# Michael D. White
Michael Doherty White, född 8 september 1827 i Clark County i Ohio, död 6 februari 1917 i Crawfordsville i Indiana, var en amerikansk republikansk politiker. Han var ledamot av USA:s representanthus 1877–1879.
White studerade juridik och inledde 1854 sin karriär som advokat i Crawfordsville. Han var ledamot av Indianas senat 1860–1864. År 1877 efterträdde han Thomas J. Cason som kongressledamot och efterträddes 1879 av Godlove Stein Orth. White avled 1917 och gravsattes i Crawfordsville i Indiana.